# Smiths Falls
Smiths Falls ist eine Stadt in Lanark County in Kanada, mit dem Status einer separated municipality. Smith Falls befindet sich im Südosten der Provinz Ontario. Die Einwohnerzahl beträgt 8780 (Stand: 2016). Der Rideau Canal führt durch die Stadt.

## Geschichte
Die Stadt wurde nach Thomas Smyth, einem Loyalisten der britischen Monarchie, der 1786 ca. 1,6 km² Land kaufte, benannt. Während des Baus des Rideau Canals nahm die Zahl langsam zu. 1846 lebten bereits 700 Einwohner in der Stadt. 1850 haben die größten kanadischen Eisenbahnunternehmen die Stadt an ein Gleisnetz angeschlossen, um Toronto, Kingston, Ottawa und Montreal zu verbinden. Die zwei größten Unternehmen zu der Zeit waren Brockville & Ottawa und die Grand Trunk Railway, die gegeneinander Konkurrierten. Aufgrund der geographischen Lage und dem Rideau Canal, der damals genug Wasser für die dampfbetriebene Züge bot, planten beide Unternehmen ihre Routen durch die Stadt. Die Eisenbahnunternehmen Canadian Pacific und Canadian Northern Railway (später Canadian National) bauten Haltestationen auf. Der Bahnhof von Canadian National wurde inzwischen in ein Museum umgebaut.
Während des Zweiten Weltkriegs wurden Kriegsgefangene mit Zügen zu ihren Lagern in der Nähe von Smiths Falls transportiert. Dem deutschen Oberleutnant Franz von Werra gelang die Flucht aus dem Gefangenenzug, er flüchtete in die Vereinigten Staaten und weiter nach Deutschland. Franz von Werra war der einzige Kriegsgefangene, dem so eine Flucht gelang. Diese Flucht wurde in einem Buch beschrieben und unter dem Titel Einer kam durch verfilmt. Die Filmpremiere fand am 6. März 1958 in Nordamerika im Soper Theatre in Smiths Falls statt.

## Lage und Klima
Smiths Falls liegt zwischen Toronto, Montreal, Ottawa sowie Kingston. Ottawa befindet sich ca. 75 km nordöstlich von Smiths Falls. Brockville ca. 50 km südöstlich, Kingston ca. 95 km südwestlich.
Die Temperaturen betragen in den Monaten Januar bis April durchschnittlich zwischen −8 und +8 Grad Celsius. Zwischen Mai und August betragen die Durchschnittstemperaturen zwischen 5 Grad Celsius Anfang Mai, steigen im Juni auf 13, Juli auf 28 an und fallen im August auf 19 Grad Celsius. Zwischen September, Oktober werden noch durchschnittliche Temperaturen von 17 und 14 Grad erreicht. Im November und Dezember fallen sie auf 1 Grad und −10 Grad Celsius.

## Wirtschaft und Infrastruktur
Aufgrund der zentralen Lage und mehreren größeren Städte im Umkreis von 100 km arbeiten die meisten Einwohner in diesen Städten. Zu einem der wichtigsten Wirtschaftsbereichen in Smith Falls zählen der Tourismus, staatliche und städtische Unternehmen sowie einige Unternehmen der Privatwirtschaft. 1963 eröffnete die Firma Hershey’s eine Produktionsstätte für ihre Schokoladenprodukte, die sich im Laufe der Jahre mit bis zu 750 Mitarbeitern zum größten Arbeitgeber und mit dem starken Besucherverkehr in der Fabrik, zum wirtschaftlichen Motor der Stadt einwickelte. Nach Schließung der Fabrik im Jahre 2008 stagnierte die Stadtentwicklung für einige Jahre bis in den Hershey Fabriken eine Produktionsanlage für Medizinischen Hanf eröffnet wurde. Diese hat sich, auch mit der allgemeinen Hanf-Legalisierung in Kanada 2018, zum größten Hanf Produktionsstandort im Land entwickelt und Smiths Falls wird teilweise als „Canadas Pot Capital“ bezeichnet.

### Bildung
In Smiths Falls befinden sich vier Grund- und drei weiterführende Schulen (High Schools) bis zur Klasse 12. Die Stadt verfügt nicht über Hochschulen.

### Medien
In Smiths Falls erscheinen wöchentlich regionale Zeitungen wie The Record-News EMC sowie die Smiths Falls This Week. Weiterhin befinden sich zwei Radiosender in der Stadt. Der eine ist CJET-FM – Jack FM, sendet adult hits und Country 101.1, ein Country Music Radiosender.

## Verkehr

### Straßenverbindungen
Der Ontario Highway 15 verbindet Smith Falls mit Carleton Place (mit Anschluss an den Ontario Highway 7, der hier als Teil des Trans Canada Highways verläuft) und Kingston (Anschluss an die Autobahn Ontario Highway 401). Die Grenze zu den Vereinigten Staaten befindet sich zwischen ca. 70 km entfernt.

### Luftverbindungen
Smiths Falls verfügt über einen kleinen Flughafen (ICAO-Code: CYSH), der sich ca. 8 km außerhalb von Smiths Falls befindet. Der nächst internationale Flughafen in Ottawa befindet sich ca. 67 km von Smiths Falls entfernt.

### Schienenverbindungen
Die Stadt ist als Eisenbahnknotenpunkt an das Schienennetz der Canadian Pacific Railway und der Canadian National Railway angeschlossen. Intercity-Züge der Via Rail verbinden die Stadt mehrmals täglich mit Toronto Union Station und Ottawa.

### Busverbindungen
Greyhound Canada betreibt mehrere regelmäßige Intercity-Linien, die Smiths Falls mit anderen Städten verbinden.

## Söhne der Stadt
- John Richard Garland (1918–1964), Journalist, Wirtschaftsmanager, Unternehmer und Politiker
- Don McKenney (1934–2022), Eishockeyspieler, -trainer und -scout
- Terry Carkner (* 1966), Eishockeyspieler
- Matt Gorman (* 1978), Eishockeyspieler
- Todd Lynn, Modedesigner